# ایروینگ دبلیو. درو
ایروینگ دبلیو. درو (به انگلیسی: Irving W. Drew) سناتور سابق عضو حزب جمهوری‌خواه ایالات متحده آمریکا بود. وی در سال 1918 میلادی سناتور ایالت نیوهمپشایر در سنای ایالات متحده آمریکا بود.